# Ulldecona (kommunhuvudort)
Ulldecona är en kommunhuvudort i Spanien.   Den ligger i provinsen Província de Tarragona och regionen Katalonien, i den östra delen av landet, 400 km öster om huvudstaden Madrid. Ulldecona ligger 133 meter över havet och antalet invånare är 6 273.
Terrängen runt Ulldecona är platt åt sydväst, men åt nordost är den kuperad. Terrängen runt Ulldecona sluttar söderut.Runt Ulldecona är det ganska tätbefolkat, med 144 invånare per kvadratkilometer. Närmaste större samhälle är Vinaròs, 14,3 km söder om Ulldecona. Trakten runt Ulldecona består till största delen av jordbruksmark.